# Campeonato Europeu de Halterofilismo de 1985
O 64º Campeonato Europeu de Halterofilismo foi organizado pela Federação Europeia de Halterofilismo em Katowice, na Polónia entre 21 a 26 de maio de 1985. Foram disputadas 10 categorias com a presença de 120 halterofilistas de 22 nacionalidades.

## Medalhistas
| Evento                       | Ouro                                  | Ouro              | Prata                               | Prata             | Bronze                                | Bronze            |
| Mosca (até 52 kg)            | Mosca (até 52 kg)                     | Mosca (até 52 kg) | Mosca (até 52 kg)                   | Mosca (até 52 kg) | Mosca (até 52 kg)                     | Mosca (até 52 kg) |
| ---------------------------- | ------------------------------------- | ----------------- | ----------------------------------- | ----------------- | ------------------------------------- | ----------------- |
| Arranque                     | Sevdalin Marinov · Bulgária           | 110,0 kg          | Teodor Jakob · Roménia              | 105,0 kg          | Istvan Barbaczi · Hungria             | 100,0 kg          |
| Arremesso                    | Sevdalin Marinov · Bulgária           | 140,0 kg          | Bernard Piekorz · Polónia           | 130,0 kg          | Istvan Barbaczi · Hungria             | 127,5 kg          |
| Total                        | Sevdalin Marinov · Bulgária           | 250,0 kg          | Istvan Barbaczi · Hungria           | 227,5 kg          | Teodor Jakob · Roménia                | 225,0 kg          |
| Galo (até 56 kg)             |                                       |                   |                                     |                   |                                       |                   |
| Arranque                     | Frank Mavius · Alemanha Oriental      | 122,5 kg          | Neno Terziyski · Bulgária           | 120,0 kg          | Oksen Mirzoyan · União Soviética      | 117,5 kg          |
| Arremesso                    | Neno Terziyski · Bulgária             | 160,0 kg          | Oksen Mirzoyan · União Soviética    | 152,5 kg          | Frank Mavius · Alemanha Oriental      | 147,5 kg          |
| Total                        | Neno Terziyski · Bulgária             | 280,0 kg          | Oksen Mirzoyan · União Soviética    | 270,0 kg          | Frank Mavius · Alemanha Oriental      | 270,0 kg          |
| Pena (até 60 kg)             |                                       |                   |                                     |                   |                                       |                   |
| Arranque                     | Naum Shalamanov · Bulgária            | 140,0 kg          | Yurik Sarkisyan · União Soviética   | 130,0 kg          | Constantin Chiru · Roménia            | 120,0 kg          |
| Arremesso                    | Naum Shalamanov · Bulgária            | 172,5 kg          | Yurik Sarkisyan · União Soviética   | 167,5 kg          | Andreas Letz · Alemanha Oriental      | 167,5 kg          |
| Total                        | Naum Shalamanov · Bulgária            | 312,5 kg          | Yurik Sarkisyan · União Soviética   | 297,5 kg          | Andreas Letz · Alemanha Oriental      | 287,5 kg          |
| Leve (até 67,5 kg)           |                                       |                   |                                     |                   |                                       |                   |
| Arranque                     | Marek Seweryn · Polónia               | 150,0 kg          | Andreas Behm · Alemanha Oriental    | 150,0 kg          | Veselin Galabarov · Bulgária          | 147,5 kg          |
| Arremesso                    | Mikhail Petrov · Bulgária             | 195,0 kg          | Andreas Behm · Alemanha Oriental    | 195,0 kg          | Hermann Kubenka · Alemanha Oriental   | 182,5 kg          |
| Total                        | Andreas Behm · Alemanha Oriental      | 345,0 kg          | Mikhail Petrov · Bulgária           | 342,5 kg          | Marek Seweryn · Polónia               | 330,0 kg          |
| Médio (até 75 kg)            |                                       |                   |                                     |                   |                                       |                   |
| Arranque                     | Aleksandar Varbanov · Bulgária        | 157,5 kg          | Joachim Kunz · Alemanha Oriental    | 155,0 kg          | Sergey Li · União Soviética           | 155,0 kg          |
| Arremesso                    | Aleksandar Varbanov · Bulgária        | 202,5 kg          | Joachim Kunz · Alemanha Oriental    | 195,0 kg          | Sergey Li · União Soviética           | 190,0 kg          |
| Total                        | Aleksandar Varbanov · Bulgária        | 360,0 kg          | Joachim Kunz · Alemanha Oriental    | 350,0 kg          | Sergey Li · União Soviética           | 345,0 kg          |
| Pesado-ligeiro (até 82,5 kg) |                                       |                   |                                     |                   |                                       |                   |
| Arranque                     | Asen Zlatev · Bulgária                | 177,5 kg          | Anatoly Khrapaty · União Soviética  | 170,0 kg          | Laszlo Kiraly · Hungria               | 170,0 kg          |
| Arremesso                    | Asen Zlatev · Bulgária                | 215,0 kg          | Zdravko Stoichkov · Bulgária        | 215,0 kg          | Anatoly Khrapaty · União Soviética    | 210,0 kg          |
| Total                        | Asen Zlatev · Bulgária                | 392,5 kg          | Zdravko Stoichkov · Bulgária        | 382,5 kg          | Anatoly Khrapaty · União Soviética    | 380,0 kg          |
| Meio-pesado (até 90 kg)      |                                       |                   |                                     |                   |                                       |                   |
| Arranque                     | Viktor Solodov · União Soviética      | 180,0 kg          | Rumen Teodosiev · Bulgária          | 177,5 kg          | Andrzej Piotrowski · Polónia          | 175,0 kg          |
| Arremesso                    | Rumen Teodosiev · Bulgária            | 222,5 kg          | Viktor Solodov · União Soviética    | 222,5 kg          | Piotr Krukowski · Polónia             | 215,0 kg          |
| Total                        | Viktor Solodov · União Soviética      | 402,5 kg          | Rumen Teodosiev · Bulgária          | 400,0 kg          | Piotr Krukowski · Polónia             | 390,0 kg          |
| Pesado I (até 100 kg)        |                                       |                   |                                     |                   |                                       |                   |
| Arranque                     | Nicu Vlad · Roménia                   | 185,0 kg          | Viktor Shevchik · União Soviética   | 185,0 kg          | Andor Szanyi · Hungria                | 17,5 kg           |
| Arremesso                    | Andor Szanyi · Hungria                | 217,5 kg          | Nicu Vlad · Roménia                 | 215,0 kg          | René Wyßuwa · Alemanha Oriental       | 215,0 kg          |
| Total                        | Nicu Vlad · Roménia                   | 400,0 kg          | Viktor Shevchik · União Soviética   | 392,5 kg          | Andor Szanyi · Hungria                | 390,0 kg          |
| Pesado II (até 110 kg)       |                                       |                   |                                     |                   |                                       |                   |
| Arranque                     | Yury Zakharevich · União Soviética    | 185,0 kg          | Anton Baraniak · Tchecoslováquia    | 180,0 kg          | Milos Ciernik · Tchecoslováquia       | 177,5 kg          |
| Arremesso                    | Yury Zakharevich · União Soviética    | 222,5 kg          | Anton Baraniak · Tchecoslováquia    | 222,5 kg          | Milos Ciernik · Tchecoslováquia       | 217,5 kg          |
| Total                        | Yury Zakharevich · União Soviética    | 407,5 kg          | Anton Baraniak · Tchecoslováquia    | 402,5 kg          | Milos Ciernik · Tchecoslováquia       | 395,0 kg          |
| Superpesado (+ 110 kg)       |                                       |                   |                                     |                   |                                       |                   |
| Arranque                     | Aleksandr Gunyashev · União Soviética | 192,5 kg          | Robert Skolimowski · Polónia        | 190,0 kg          | Senno Salzwedel · Alemanha Oriental   | 187,5 kg          |
| Arremesso                    | Leonid Taranenko · União Soviética    | 230,0 kg          | Senno Salzwedel · Alemanha Oriental | 227,5 kg          | Aleksandr Gunyashev · União Soviética | 225,0 kg          |
| Total                        | Aleksandr Gunyashev · União Soviética | 417,5 kg          | Leonid Taranenko · União Soviética  | 415,0 kg          | Senno Salzwedel · Alemanha Oriental   | 415,0 kg          |

## Quadro de medalhas
Quadro de medalhas no total combinado
| Ordem | País              | Medalha de ouro | Medalha de prata | Medalha de bronze | Total |
| ----- | ----------------- | --------------- | ---------------- | ----------------- | ----- |
| 1     | Bulgária          | 5               | 3                | 0                 | 8     |
| 2     | União Soviética   | 3               | 4                | 2                 | 9     |
| 3     | Alemanha Oriental | 1               | 1                | 3                 | 5     |
| 4     | Roménia           | 1               | 0                | 1                 | 2     |
| 5     | Tchecoslováquia   | 0               | 1                | 1                 | 2     |
| 5     | Hungria           | 0               | 1                | 1                 | 2     |
| 7     | Polónia           | 0               | 0                | 2                 | 2     |
| Total | Total             | 10              | 10               | 10                | 30    |